# Great Alliance
Great Alliance nannte sich eine zu den Wahlen 1992 in Ghana gegründete politische Vereinigung verschiedener Parteien der gleichen politischen Ausrichtung. 
Sie galt als politischer Gegner der Progressive Alliance des seit 1981 regierenden Militärdiktators und späteren ersten Präsidenten der vierten Republik Ghanas, Jerry Rawlings. Der spätere Amtsnachfolger von Jerry Rawlings, Präsident John Agyekum Kufuor versammelte unter der Great Alliance die Oppositionsgruppen zu den Parlamentswahlen der Jahre 1992 und 1996.
Die Great Alliance setzte sich aus dem New Patriotic Party (NPP), People’s Convention Party (PCP) und der Partei People’s National Convention (PNC) zusammen. Die Parteien der Great Alliance boykottierten die Wahlen des Jahres 1992.